# Оттенбюттель
Оттенбюттель (нем. Ottenbüttel) — община в Германии, в земле Шлезвиг-Гольштейн. 
Входит в состав района Штайнбург. Подчиняется управлению Итцехё-Ланд.  Население составляет 747 человек (на 31 декабря 2010 года). Занимает площадь 10,04 км².